# Чанов Віктор Гаврилович
Ві́ктор Гаври́лович Ча́нов (нар. 1 січня 1923, Боково-Антрацит (Луганська область) — пом. 14 травня 2007, Донецьк) — радянський футболіст, майстер спорту СРСР. Батько В'ячеслава та Віктора Чанових, відомих колишніх голкіперів московського ЦСКА та київського «Динамо».
Починав грати за команду «Трудові резерви» (тепер «Зоря») Луганськ у 1938 році. У 18-річному віці потрапив на фронт, а після війни, показавши впевнену гру за команди збройних частин, потрапив до ЦБЧА, до т. зв. «команди лейтенантів», як тоді називали армійців. У складі армійської команди тричі ставав чемпіоном СРСР, виграв Кубок СРСР. У кінці 1940-х клуб був найсильнішим у всьому радянському футболі. Після невдачі збірної СРСР (де більшість гравців були футболістами ЦБРА) на Олімпіаді 1952 армійську команду розформували.
Посеред сезону 1952 перейшов до донецького «Шахтаря», де став основним воротарем команди. Його визнавали найкращим голкіпером УРСР 1958 та 1959. У 1959 році завершив виступи на футбольному полі. Після закінчення кар'єри працював начальником футбольного клубу «Локомотив» (Донецьк). Похований у Києві, на Лісовому кладовищі.

## Титули та досягнення
- чемпіон СРСР: 1948, 1950 та 1951.
- Кубок СРСР: 1951